# Igreja de Santa Maria Madalena (Olivença)
Igreja de Santa Maria Madalena é um templo situado em Olivença. Foi mandada construir por D. Manuel I no século XVI, tendo dado o nome à paróquia e à freguesia. A sua construção foi impulsionada por Frei Henrique de Coimbra, Bispo de Ceuta, celebrante da primeira missa no Brasil, que se encontra sepultado no seu interior. Foi em parte inspirada no Convento de Jesus e na Sé de Elvas. Tornou-se sede do bispado de Ceuta, após a inclusão de Olivença no território deste bispado .
É um exemplo da beleza e esplendor do estilo Manuelino. A porta principal foi acrescentada posteriormente, durante o período do renascimento. O interior apresenta umas surpreendentes colunas retorcidas, como cordame de um barco, bem como seis retábulos barrocos com azulejos. Na parte exterior, é também possível observar as chamadas falsas ameias, gárgulas e pináculos, entre outros elementos arquitectónicos .
No início do século XVIII, possuía um hospital e um convento franciscano, albergando 25 religiosos. A qualidade das suas águas, captadas no chamado poço de São Francisco, era na altura elogiada, chegando os peregrinos a afirmar que era a melhor do Reino de Portugal .

## O Melhor Recanto de Espanha 2012
Em 2012, o monumento venceu a competição que elege os melhores e mais pitorescos recantos espanhóis, “O Melhor Recanto de Espanha 2012”, promovido pela petrolífera Repsol.

## Galeria

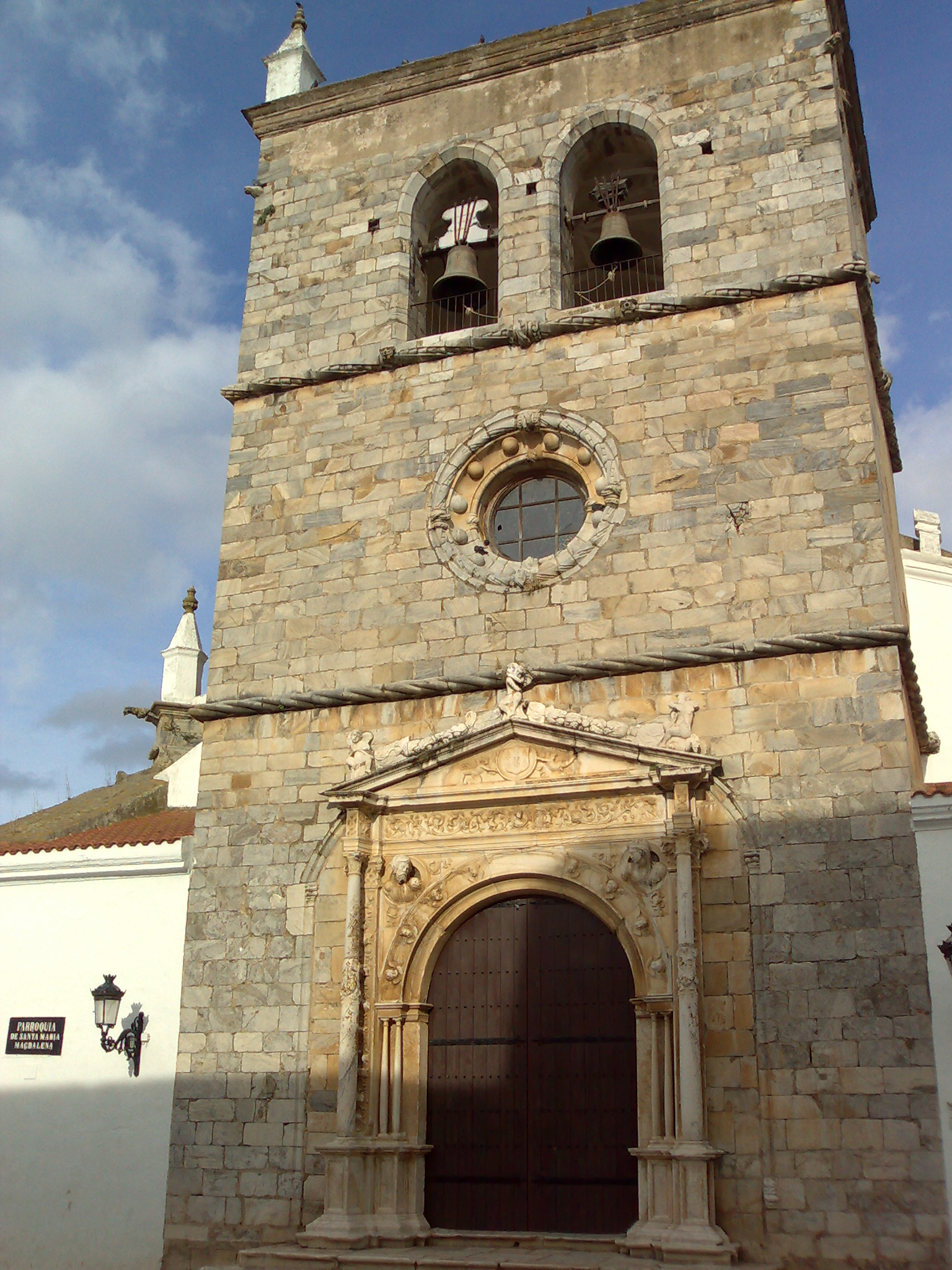
Fachada
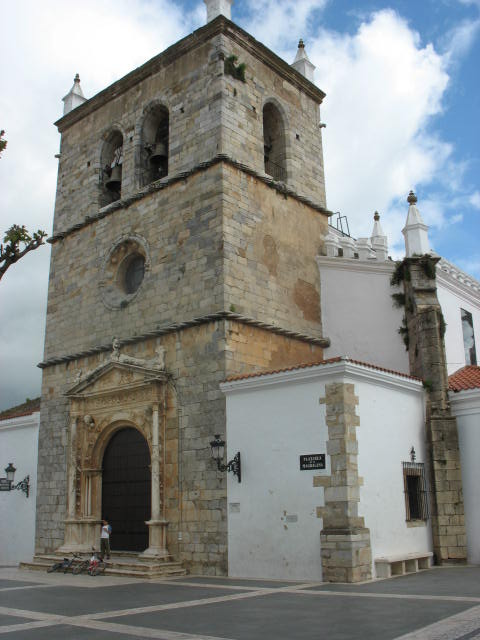
Fachada
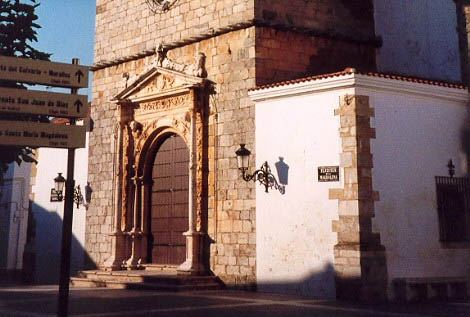
Fachada
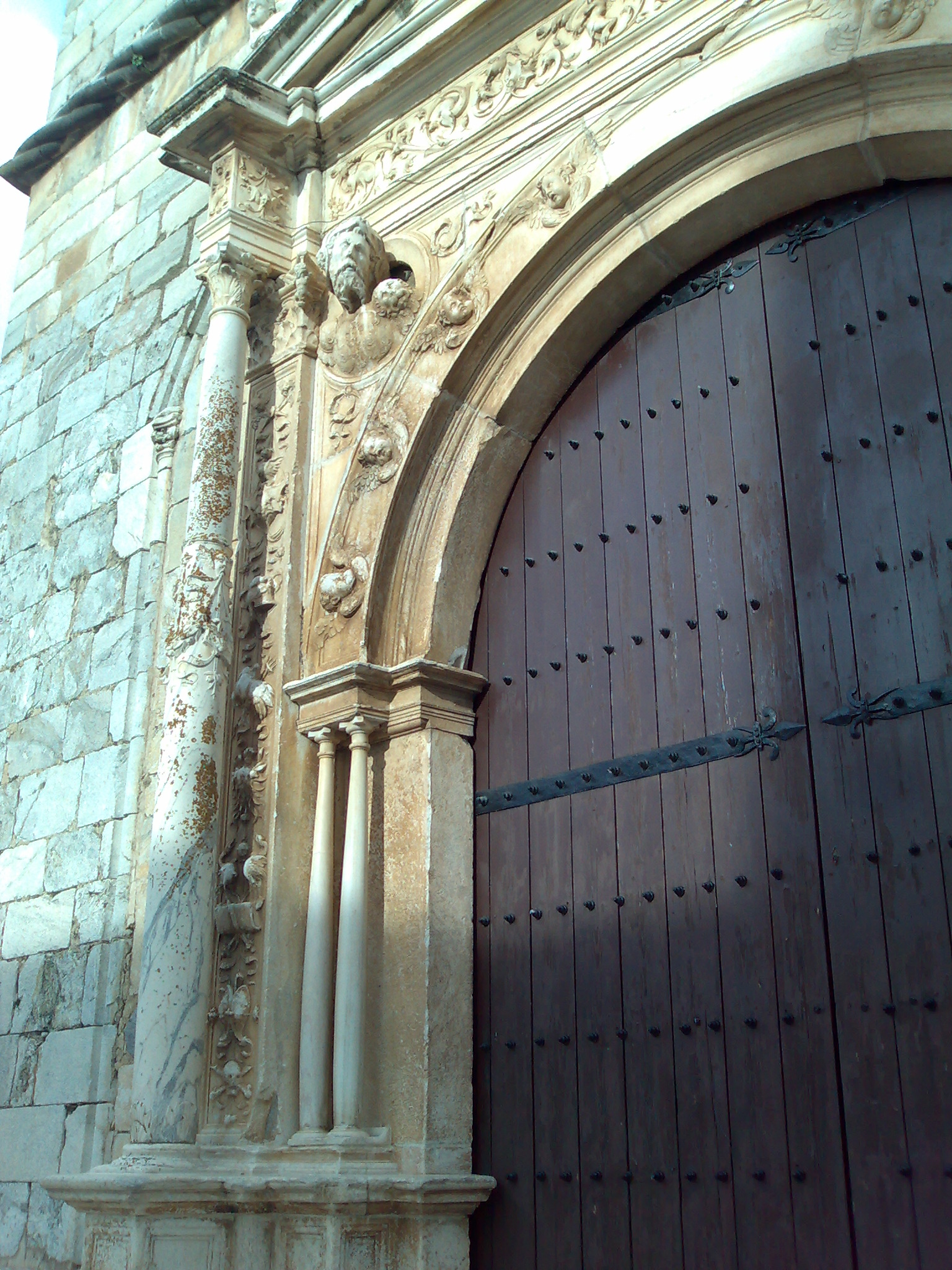
Pormenor da porta principal
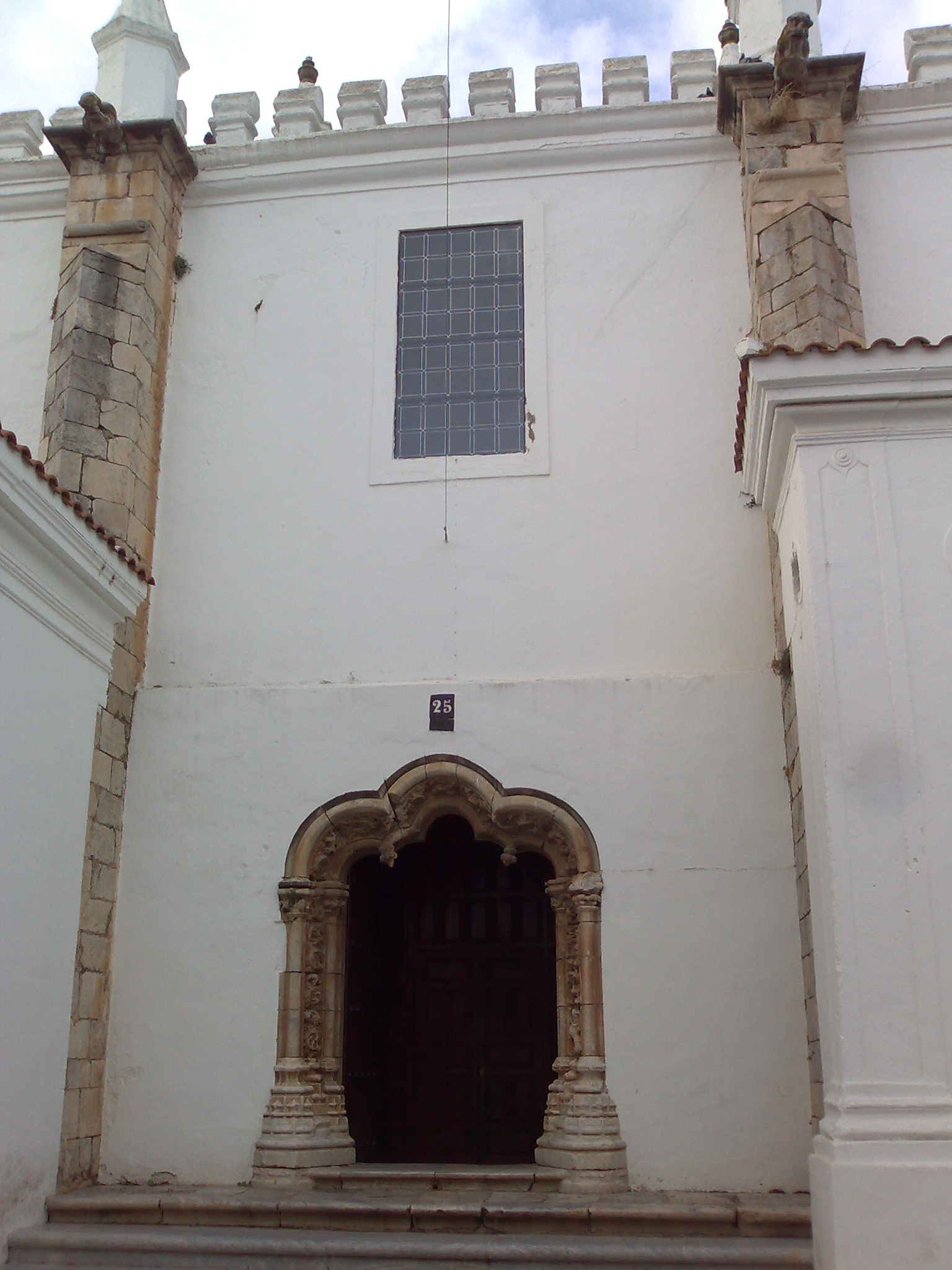
Porta lateral
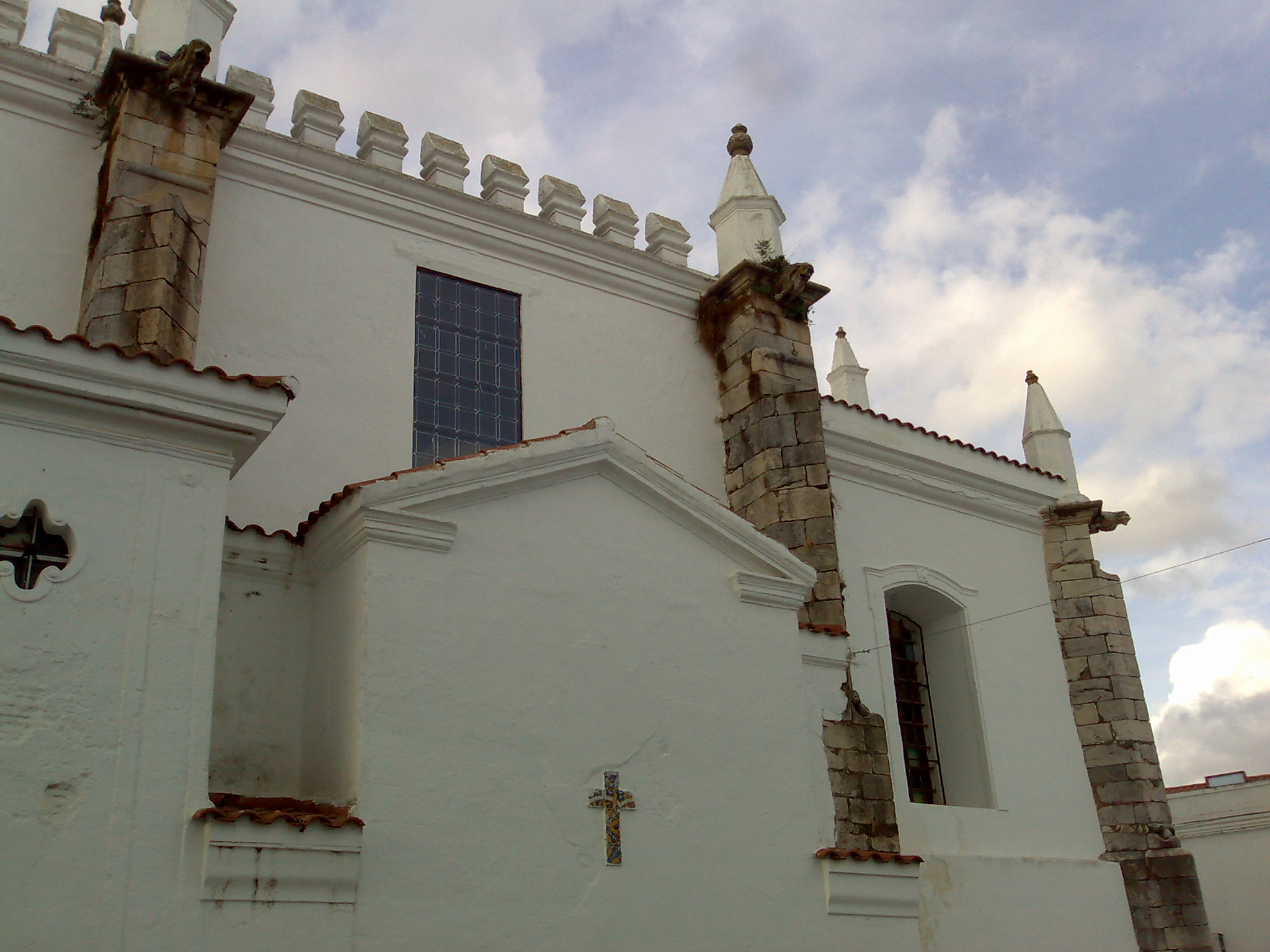
Vista lateral
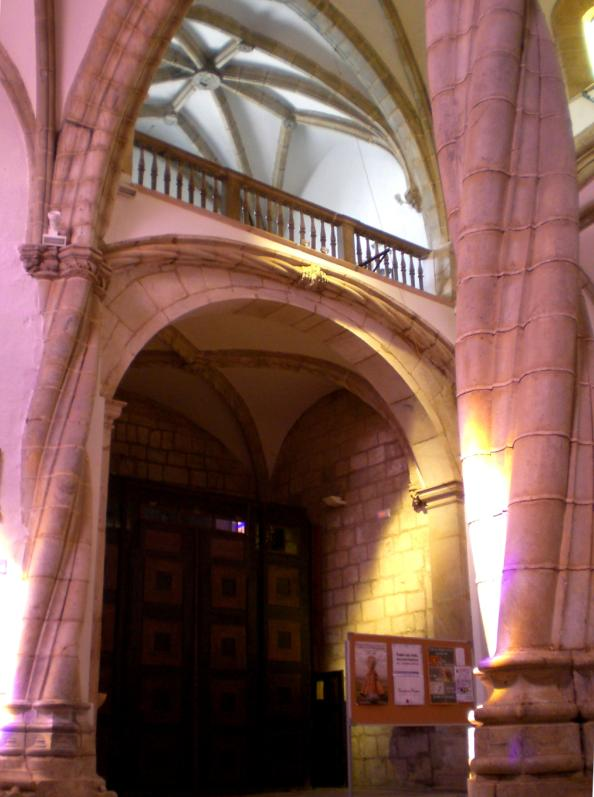
Interior